# Solar Jetman: Hunt for the Golden Warpship
Solar Jetman: Hunt for the Golden Warpship, under utvecklingen kallat Iota, är det tredje spelet i Jetmanserien. Spelet utvecklades av Zippo Games och Rare medan det i USA utgavs av Tradewest 1990, och i Europa av Nintendo, till NES. Spelet utgavs senare även till Playchoice-10.
Spelet är ett shoot 'em up-spel med science fiction-tema. Det finns 12 olika planeter, och en dold planet. Spelet går ut på att finna delarna till en krigsrymdfarkost, som stulits av rymdpirater.
Sales Curve Interactive talade om att portera spelet, och släppte även skärmdumpar från versioner till ZX Spectrum, C64, AST och Commodore Amiga, alla utvecklade av Software Creations och tänkta att utges på etiketten STORM.
Commodore 64, Amiga och Atari ST-versionerna var helt färdiga, och ZX Spectrum-versionen innehöll även en spelbar demoversion innan projektet avbröts.
C64-versionen upptäcktes senare, och gjordes tillgänglig för nedladdning.

## Handling
Det Gyllene Stjärnskeppet, rymdflottans stolthet, har blivit stulet av rymdpirater. De har tagit isär skeppet i små delar och gömt dem på tolv planeter i olika delar av galaxen. Det är spelarens uppgift att med hjälp av ett rymdskepp fyllt av små jetskyttlar leta reda på delarna till det gyllene stjärnskeppet. Delarna är dock väl gömda i grottsystem på ogästvänliga planeter bortom all ära och redlighet, så det kommer att ta både tid och skicklighet att få tag på dem. När de väl blivit ihopsatta igen väntar den sista utmaningen på planet nummer 13.

### Fotnoter
1. 1 2 3  ”Solar Jetman”. NES DB. 2 mars 1990. Arkiverad från originalet den 11 mars 2015. https://web.archive.org/web/20150311182817/http://www.nesdb.se/game_more.php?id=1337&rid=1. Läst 22 april 2014.
2. ↑  ”Solar Jetman preview”. CRASH Issue 86 (Newsfield). 1 mars 1991. http://www.crashonline.org.uk/86/solarjet.htm. Läst 6 maj 2006.
3. ↑  ”Review - Solar Jetman”. Games That Weren't. http://www.gamesthatwerent.com/gtw64/solar-jetman/. Läst 21 december 2012.
4. ↑  Fisher, Andrew (1 december 2013). ”The Commodore 64 Games that Time Forgot”. Retro Gamer (Imagine Publishing) (122):  s. 56.
5. ↑  Nintendo Magasinet. Power Player 14, Sida 3-5 Recension: Solar Jetman NES.
6. ↑  ”Recension d'ouvrage”. M@n@gement 14 (2):  sid. 157. 2011. doi:10.3917/mana.142.0157. ISSN 1286-4692. http://dx.doi.org/10.3917/mana.142.0157. Läst 28 oktober 2018.